# Arcueil
Arcueil (pronunciat /aʁ.kœj/) és un municipi francès situat al departament de Val-de-Marne i a la regió de l'Illa de França. Forma part del cantó de Cachan i del districte de L'Haÿ-les-Roses. I des del 2016, de la divisió Grand-Orly Seine Bièvre de la Metròpoli del Gran París.

## Geografia
Arcueil se situa a 2 km al sud de París (porta d'Orléans) i és travessat pel riu Bièvre, que transcorre entre els altiplans de Longboyau i Montrouge, entre l'autopista A6 a l'est i l'antiga carretera RN20 a l'oest. La seva superfície és de 233 hectàrees, de les quals 20 són zones verdes.
La població limita amb sis altres viles: Gentilly al nord, Le Kremlin-Bicêtre a l'est, Villejuif al sud-est, Cachan al sud, Bagneaux a l'oest i Montrouge al nord-oest.